# Napoleone II di Francia
Napoleone Francesco Giuseppe Carlo Bonaparte (Parigi, 20 marzo 1811 – Vienna, 22 luglio 1832), figlio di Napoleone Bonaparte e della sua seconda moglie Maria Luisa d'Asburgo-Lorena, formalmente fu per due settimane imperatore dei francesi con il nome di Napoleone II. Alla corte imperiale austriaca dal 1814 fu chiamato con il nome di Franz e venne insignito del titolo di Duca di Reichstadt nel 1818.
Secondo il titolo III dell'articolo 9 della costituzione francese in vigore all'epoca, egli era dalla nascita principe imperiale e gli era riconosciuto come titolo di cortesia quello di Re di Roma.
Venne soprannominato l'Aiglon ("l'aquilotto"), reso popolare dall'omonima opera postuma di Edmond Rostand.
Quando Napoleone abdicò, il 4 aprile 1814, lo nominò suo successore come Napoleone II, ma i membri della coalizione che lo avevano sconfitto si rifiutarono di riconoscere tale successione. Quando suo nipote Carlo Luigi Napoleone Bonaparte divenne imperatore fondando il secondo Impero francese nel 1852, scelse il nome di Napoleone III, riconoscendo pertanto il breve regno di Napoleone II come legittimo.

## Biografia

### Nascita dell'erede dell'Impero
Il figlio di Napoleone venne alla luce all'alba del 20 marzo 1811, dopo un parto estremamente complicato. Alle cinque di mattina l'imperatore veniva raggiunto dall'ostetrico, il quale con grande preoccupazione lo informava del fatto che forse si sarebbe dovuto scegliere se salvare la madre o il nascituro. Napoleone lo tranquillizzò asserendo che con Maria Luisa avrebbe potuto eventualmente fare un altro bambino.
L'ostetrico si mise all'opera, presto assistito dal dottor Corvisart e da Madame de Montesquiou, che cercava di tranquillizzare l'imperatrice, impazzita per il dolore e per la paura che la si volesse sacrificare. Infine il bambino nacque, subito investito del titolo di Re di Roma, e fu subito dettato l'atto di nascita, alla presenza di Eugenio di Beauharnais e di Ferdinando III di Toscana, all'epoca granduca di Würzburg, zio di Maria Luisa.
I centouno colpi di cannone annunciarono infine la lieta nascita di un maschio (ne erano invece stati previsti ventuno nel caso si fosse trattato di una femmina). Tutti gli edifici pubblici rimasero illuminati la notte seguente mentre nei teatri si improvvisavano spettacoli e i poeti scrivevano innumerevoli componimenti d'occasione. Il figlio tanto atteso, colui che doveva perpetuare la dinastia dei Bonaparte, era nato.
L'atto di nascita del piccolo principe, posto in un registro speciale, recitava:
«Sua Maestà l'Imperatore [dei Francesi, N. di r.] e Re [d'Italia, N. di r.] ci ha dichiarato essere sua intenzione che il re di Roma riceva i nomi di Napoléon, François, Joseph, Charles.»
Napoléon era il nome di suo padre, François quello del nonno materno, Charles quello del nonno paterno; quanto a Joseph si ricorda che Giuseppe Bonaparte fu il padrino del bambino con Ferdinando III di Toscana, presente in luogo di suo fratello, Francesco I, imperatore d'Austria.
L'atto con il quale il Senato, il 18 maggio 1804, proclamava Napoleone Bonaparte imperatore della Repubblica francese (giacché le monete francesi continueranno a portare impressa la dicitura "Napoléon Empereur - République française" sino al 1º gennaio 1809), concedeva il titolo di "Principe imperiale" al figlio maggiore dell'Imperatore e quello di "Principe francese" agli altri Principi della nuova dinastia.

### Re di Roma

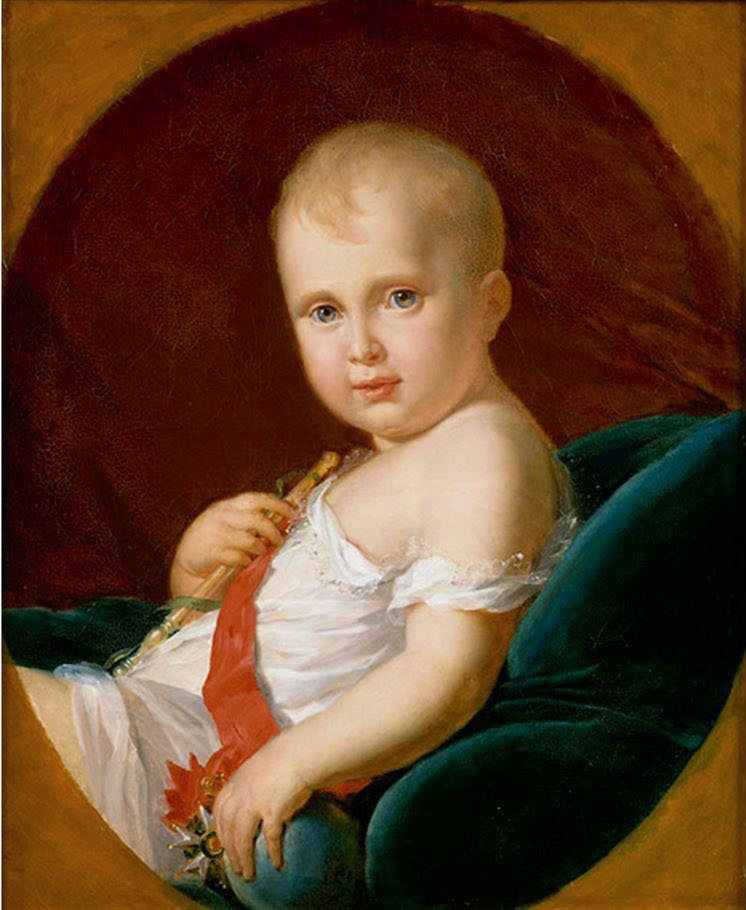
Napoleone II infante, dipinto di François Gérard

Il titolo di re di Roma fu immediatamente conferito all'infante in virtù della decisione del Senato del 17 febbraio 1810. Questo titolo era destinato a ricordare al papa Pio VII che Roma non era più, ormai, che il capoluogo di uno dei 130 dipartimenti francesi, il dipartimento del Tevere (in seguito chiamato dipartimento di Roma).
Inoltre Napoleone intendeva raccogliere in questo modo l'eredità del Sacro Romano Impero: più esattamente, i Principi elettori avevano la possibilità di designare un successore con l'imperatore in vita, e l'erede riceveva allora il titolo di Re dei Romani.
L'entusiasmo per la nascita ebbe tuttavia breve durata. Le finanze francesi erano in difficoltà, soprattutto a causa della speculazione sullo zucchero e sul caffè. A ciò si aggiunsero un imprevisto cattivo raccolto e i preparativi russi per la spedizione verso il ducato di Varsavia, che era oggetto di contesa con i francesi. Malgrado tutto, Napoleone volle dare al battesimo del neonato il massimo risalto, facendo organizzare una solenne celebrazione, che ebbe luogo nella cattedrale di Notre-Dame il 9 giugno. Tuttavia, l'imperatore aveva ormai il pensiero rivolto verso la Russia, né alcuno sembrava più tenere in gran conto il figlio di Napoleone.

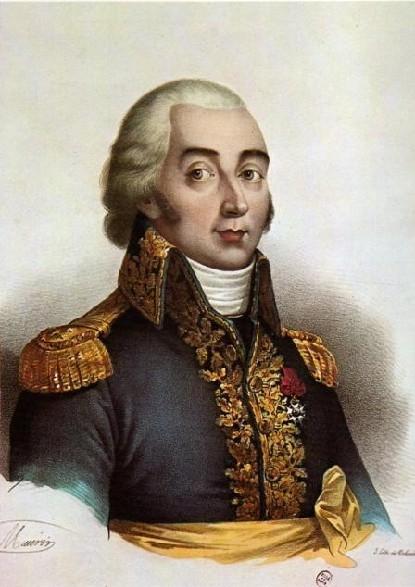
Claude François de Malet

Un evento dell'ottobre 1812 può illustrare la considerazione in cui era tenuto il futuro sovrano. Il 23 del mese, in piena notte, il generale Malet tentò di mettere a segno un colpo di Stato. Penetrò nella caserma Popincourt, e, fatto svegliare il comandante Soulier, affermò che il Còrso era morto nei pressi di Mosca due settimane prima. Fu dato ordine di formare un governo provvisorio, ma il complotto fu presto scoperto: sei giorni più tardi, dodici suoi fautori, tra cui lo stesso Malet, furono fucilati. Ciò che pare emblematico, però, è il fatto che nonostante la presenza di un erede nessuno avesse pensato a chiamarlo in causa: «Nessuno fa caso al Re di Roma», affermerà il conte Frochot.
Anche il maestoso complesso in suo onore previsto da un decreto del 16 febbraio 1811 non vide mai il giorno. Affidato a Percier e Fontaine, doveva sorgere sulle rive della Senna e costituire l'opera architettonica più grande del secolo.
Altre erano le priorità: nel maggio 1812 Napoleone partì per la Russia, conscio anch'egli del fatto che il figlio non garantiva affatto l'inaugurazione di una dinastia dei Bonaparte. Certo non lo dimenticò, se alla vista di un ritratto del neonato fattogli recapitare il giorno prima della battaglia della Moscova dovette affermare: «Mio figlio è il più bel bambino di Francia», in un celebre episodio che Tolstoj rievocherà in Guerra e pace. Il ritratto andò poi perduto durante la ritirata, funesto presagio di un destino infausto.

### Caduta dell'Impero e i Cento giorni

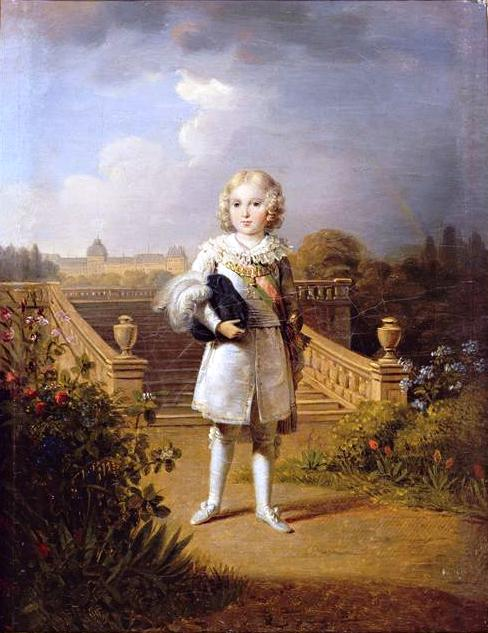
Napoleone Francesco Giuseppe Carlo nei giardini delle Tuilieries a Parigi

Durante la campagna tedesca lo scambio di missive è molto fitto. L'imperatore manifesta ripetutamente il desiderio di rivedere al più presto il figlio e la moglie, desiderio che nel 1813 potrà finalmente realizzare. Intanto, però, Metternich ha dichiarato guerra alla Francia, vanificando l'alleanza instaurata con il matrimonio del 1810, e il 25 gennaio 1814 Napoleone saluta il figlio, lasciando la città per intraprendere la campagna di Francia. Non lo rivedrà mai più.
Da Parigi si guarda con grande preoccupazione al precipitare degli eventi: prussiani, russi, austriaci e inglesi concludono un accordo antinapoleonico, e si apprestano ad attaccare la città, dove regna la confusione. La sera del 28 marzo l'imperatrice, Giuseppe Bonaparte, l'arcicancelliere Cambacérès, Talleyrand e i più importanti ministri si riuniscono per decidere se il bambino debba abbandonare la capitale o meno. Alla fine, viste le grandi insistenze del ministro della guerra Clarke, si decise che la madre e il piccolo si sarebbero rifugiati a Rambouillet. Il mattino seguente una carrozza, seguita a distanza dai più alti dignitari dello Stato, partì verso questa località.
Il 4 aprile 1814, con il trattato di Fontainebleau, Napoleone redasse un atto di abdicazione che manteneva i diritti di suo figlio. Ma il 6 aprile 1814 Napoleone dovette infine rinunciare alla corona per sé e per la sua discendenza, l'11 aprile con il ripristino della monarchia borbonica, Napoleone II perdeva il suo effimero titolo di imperatore. Lo stesso giorno Napoleone abdicava anche dal trono d'Italia, trasferendolo teoricamente a Napoleone II.
Maria Luisa continuava a rassicurare il marito circa le proprie condizioni e la salute del figlio, ma la verità era diversa: l'imperatrice era malata e la situazione cominciava a precipitare, spingendola a cercare rifugio altrove. Il trattato di Fontainebleau dava intanto a Maria Luisa e in futuro al re di Roma Parma, Piacenza e Guastalla, privandolo di fatto di qualsiasi potere. Maria Luisa scriveva anche al padre, Francesco I, chiedendo protezione e un approdo sicuro in cambio della propria rinuncia a ogni attività politica. Nella stessa missiva lo avvertiva della presenza di tremila cosacchi nella zona. Il 9 aprile madre e figlio partirono per Orléans, ma Metternich la fece ricondurre a Rambouillet, dove Maria Luisa riabbracciò il padre una settimana più tardi.
Napoleone salutò i suoi soldati il 20 aprile 1814 a Fontainebleau e partì per l'isola d'Elba. A Rambouillet, nel frattempo, fu assegnato a Ferdinand von Trauttmansdorff il compito di riportare a Vienna il piccolo e la madre, con un convoglio scortato dagli austriaci e comprendente, fra gli altri, Méneval, la duchessa di Montebello, Mme de Montesquiou e Corvisart (23 aprile).

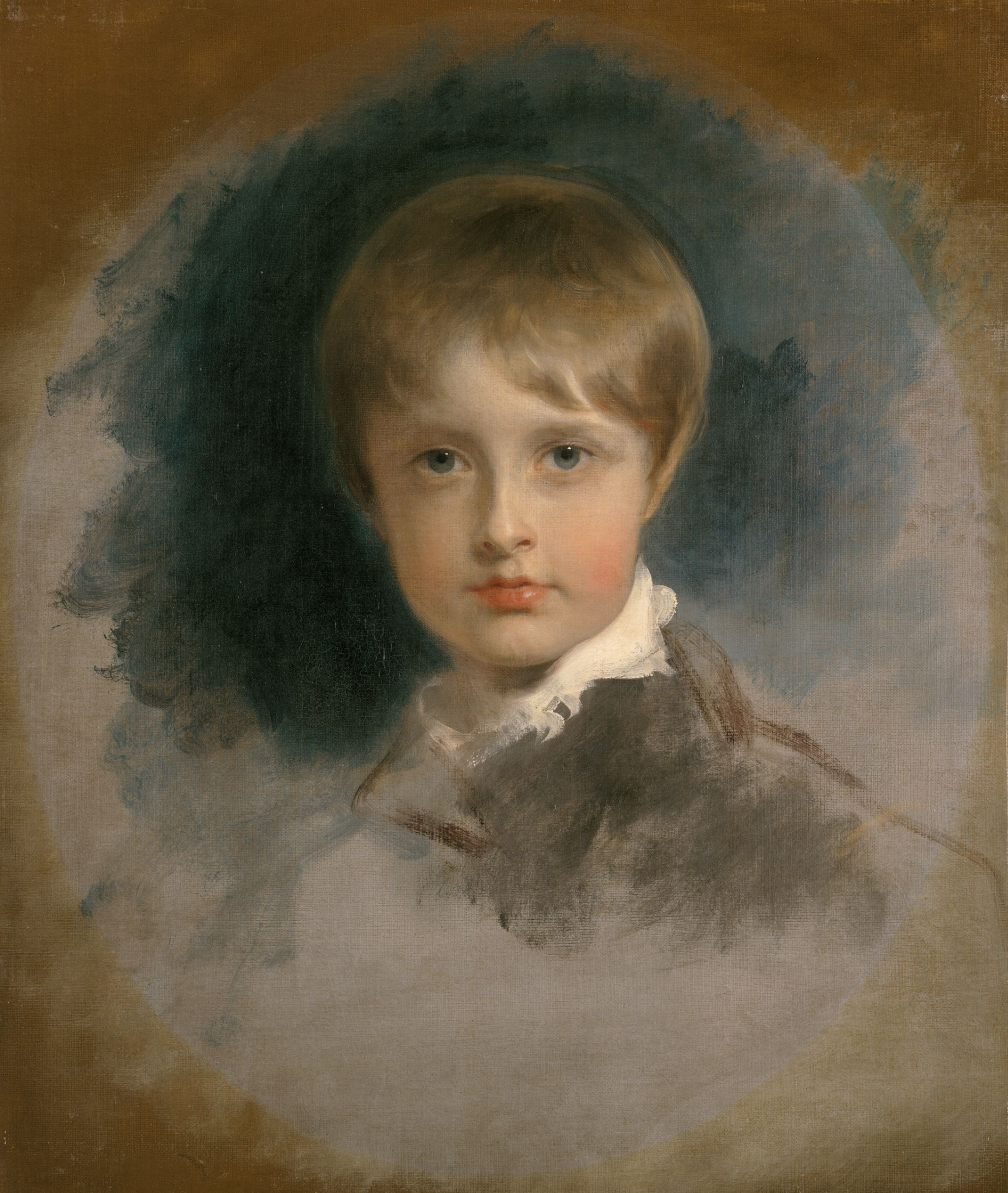
Napoleone Francesco Giuseppe Carlo Bonaparte ritratto da Thomas Lawrence

Maria Luisa giunse nella capitale molto provata, ricevendo quindi l'autorizzazione a recarsi a Aix-les-Bains per rimettersi in sesto, a patto che il bambino rimanesse a Vienna e che accettasse di essere "accompagnata" dal conte di Neipperg, per scongiurare la possibilità di un ricongiungimento con il marito all'isola d'Elba.
Il regno (teorico) di Napoleone II durò dunque due soli giorni. Il 25 maggio 1814 perse anche la corona d'Italia, essendo il Regno d'Italia stato abolito dal generale austriaco Heinrich Johann Bellegarde.
Ebbe anche il titolo di Principe di Parma, giacché il trattato di Fontainebleau del 9 aprile 1814 fu confermato dal trattato di Parigi del 30 maggio, il cui articolo 5 specificava:
«I ducati di Parma, Piacenza e Guastalla saranno dati in completa proprietà e sovranità a S.M. l'imperatrice Maria Luisa. Passeranno a suo figlio e alla sua discendenza in linea diretta. Il principe, suo figlio, prenderà da quel momento il titolo di principe di Parma, Piacenza e Guastalla.»
Ma l'articolo 99 dell'atto finale del Congresso di Vienna del 9 giugno 1815, e il successivo  trattato di Parigi del 10 giugno 1817, sottrassero definitivamente al figlio di Maria Luisa sia il titolo sia i diritti su Parma, che fu assegnata all'ex imperatrice soltanto a titolo personale vitalizio e, alla sua morte, destinato a tornare ai Borbone di Parma.
Maria Luisa finì per lasciare suo figlio a Vienna e andarsene a regnare a Parma a titolo vitalizio. Vero è che le fu imposto di considerare suo figlio illegittimo, giacché il matrimonio di Giuseppina di Beauharnais con Napoleone non era stato annullato dal papa in persona.
Durante i Cento giorni l'atto aggiuntivo alla Costituzione dell'Impero del 22 aprile 1815 rese al figlio del restaurato Napoleone I il titolo di Principe imperiale, ma non quello di re di Roma. Alla fine dei Cento giorni, l'abdicazione redatta all'Eliseo il 22 giugno 1815 recitava: «La mia vita politica è conclusa e io proclamo mio figlio, con il titolo di Napoleone II, imperatore dei Francesi».
La commissione di governo lo designava in tutti i propri documenti come l'imperatore, prima di dissolversi il 7 luglio 1815. Ma Napoleone II viveva allora a Vienna, nelle mani del nemico, e Luigi XVIII entrò a Parigi l'8 luglio 1815 per risalire sul suo trono.
Tuttavia dai documenti ufficiali si può tranquillamente definire il figlio di Napoleone come Napoleone II, imperatore dei Francesi dal 22 giugno al 7 luglio 1815.

### In Austria

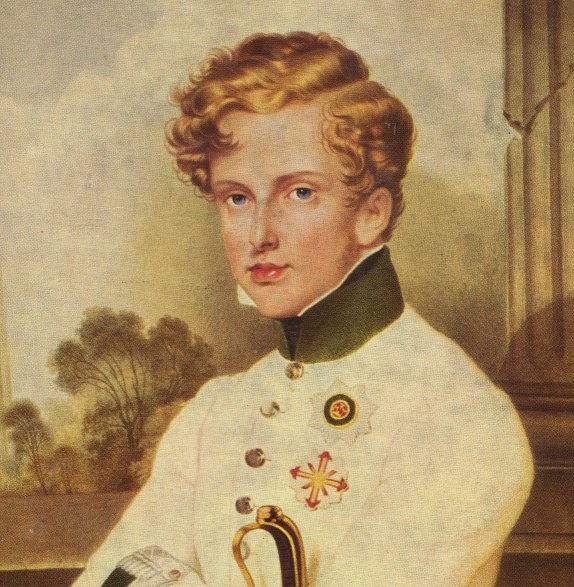
Napoleone, duca di Reichstadt, in uniforme militare austriaca,
dipinto di Moritz Michael Daffinger (prima del 1832)

Con Napoleone confinato ormai al largo delle coste africane, l'imperatrice tornata in patria si sentì nuovamente austriaca a tutti gli effetti. Il 2 settembre 1815 confidò a madame de Montebello il proprio desiderio di avere un figlio educato secondo i valori asburgici.
Il congresso di Vienna riconobbe Maria Luisa quale duchessa di Parma, ma l'imperatore Francesco aveva già deciso che il nipote ancora infante non avrebbe comunque lasciato la capitale austriaca e che non sarebbe mai succeduto alla madre in qualità di duca di Parma. Le imprese del padre e la fuga dall'Elba erano infatti ricordi ancora troppo vicini, e non si poteva rischiare che il figlio del Bonaparte mettesse piede sul suolo italiano.
Affidata la tutela del bambino al Conte Dietrichstein, si pensò di assegnargli il titolo di Conte di Multig, ma la madre pretese lo si facesse Duca. Così, il 4 dicembre 1817 Francesco I annunciò che venivano attribuite al nipote delle proprietà in Boemia. Sarebbero rimaste possedimento della discendenza del piccolo Napoleone fino all'estinzione del ramo maschile della sua famiglia. Con patenti imperiali firmate dal suo nonno materno Francesco I d'Austria il 22 luglio 1818, Napoléon François Joseph Charles Bonaparte fu fatto Duca di Reichstadt. A questo ducato erano associate rendite importanti, e le signorie palatino-bavaresi di Tachlowitz, Kasow, Kron-Porzistchen, Ruppau, Plosskowitz e Buschtierad.

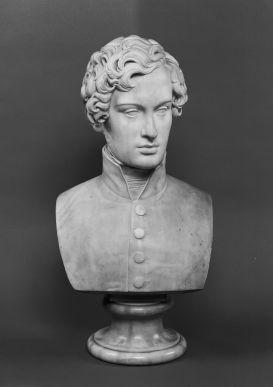
Pietro Tenerani, Ritratto di Franz, duca di Reichstadt, 1830-1835

Durante il suo soggiorno a Vienna il suo nome abituale fu soltanto Franz con cui era conosciuto anche in famiglia, preferendolo a quello di Napoleone che troppo ricordava nel cuore di tutti suo padre.
A Vienna il Principe venne educato da uno staff di tutori militari e sviluppò una forte passione per la vita militare, vestendosi in uniforme e organizzando le prime manovre a palazzo. Dal 1820 Napoleone aveva completato i suoi studi elementari e aveva iniziato una vera e propria formazione militare, apprendendo il tedesco, l'italiano e la matematica, oltre a ricevere un'educazione fisica mirata. Ad appena 12 anni, nel 1823, divenne cadetto dell'esercito austriaco. Dai suoi tutori venne descritto come un bambino intelligente, serio e determinato. Egli era inoltre piuttosto alto: a soli 17 anni aveva già raggiunto e superato il metro e ottanta centimetri.
Proprio per la sua passione militare, diverse monarchie europee iniziarono a insospettirsi nel vedere un possibile ritorno di un secondo Bonaparte militare sul trono francese, ma fu lo stesso cancelliere austriaco Metternich a tenerlo sempre al di fuori dei giochi politici e a evitare in qualsivoglia modo che egli avesse un qualsiasi ruolo istituzionale o militare attivo nella politica nazionale, internazionale o nell'esercito.
Nel 1829, alla morte del patrigno Adam Albert von Neipperg e con la rivelazione che sua madre aveva dato alla luce due figli illegittimi prima del loro contestato matrimonio, Napoleone iniziò a distanziarsi progressivamente da sua madre e iniziò ad aprire gli occhi sul fatto che la famiglia imperiale austriaca lo stava tenendo il più possibile lontano dalla politica per ostacolare il fatto che egli potesse seguire le orme del padre. Confidò all'amico Anton von Prokesch-Osten: "Se Josephine fosse stata mia madre, mio padre non sarebbe stato sepolto a Sant'Elena, e io non sarei sepolto a Vienna. Mia madre è gentile ma debole; ella non era la moglie di cui mio padre abbisognava".
Nel 1830, durante la rivoluzione che portò all'abdicazione di Carlo X, a Parigi si gridava «Vive Napoléon II», e si pensava a un trono per lui in Belgio (dove i cattolici stavano conquistando l'indipendenza dai protestanti dei Paesi Bassi) o in Polonia (dove erano vivi i movimenti indipendentisti). Nel 1831 Napoleone ottenne finalmente il comando di un battaglione austriaco, ma ancora una volta gli venne impedito difatti di agire sul campo.
Durante gli anni di permanenza alla corte viennese, divenne nota a tutti l'amicizia tra il principe Napoleone e la principessa Sofia di Baviera della casa di Wittelsbach (madre del futuro imperatore Francesco Giuseppe). Intelligente, ambiziosa e dotata di una forte volontà, Sofia aveva poco in comune con il marito Francesco Carlo e pertanto iniziarono a circolare delle notizie di una relazione tra Sofia e Napoleone, oltre al fatto che il figlio secondogenito di Sofia, il futuro Massimiliano I del Messico fosse nato proprio nel 1832 e che forse fosse figlio di questa unione clandestina.

### Morte

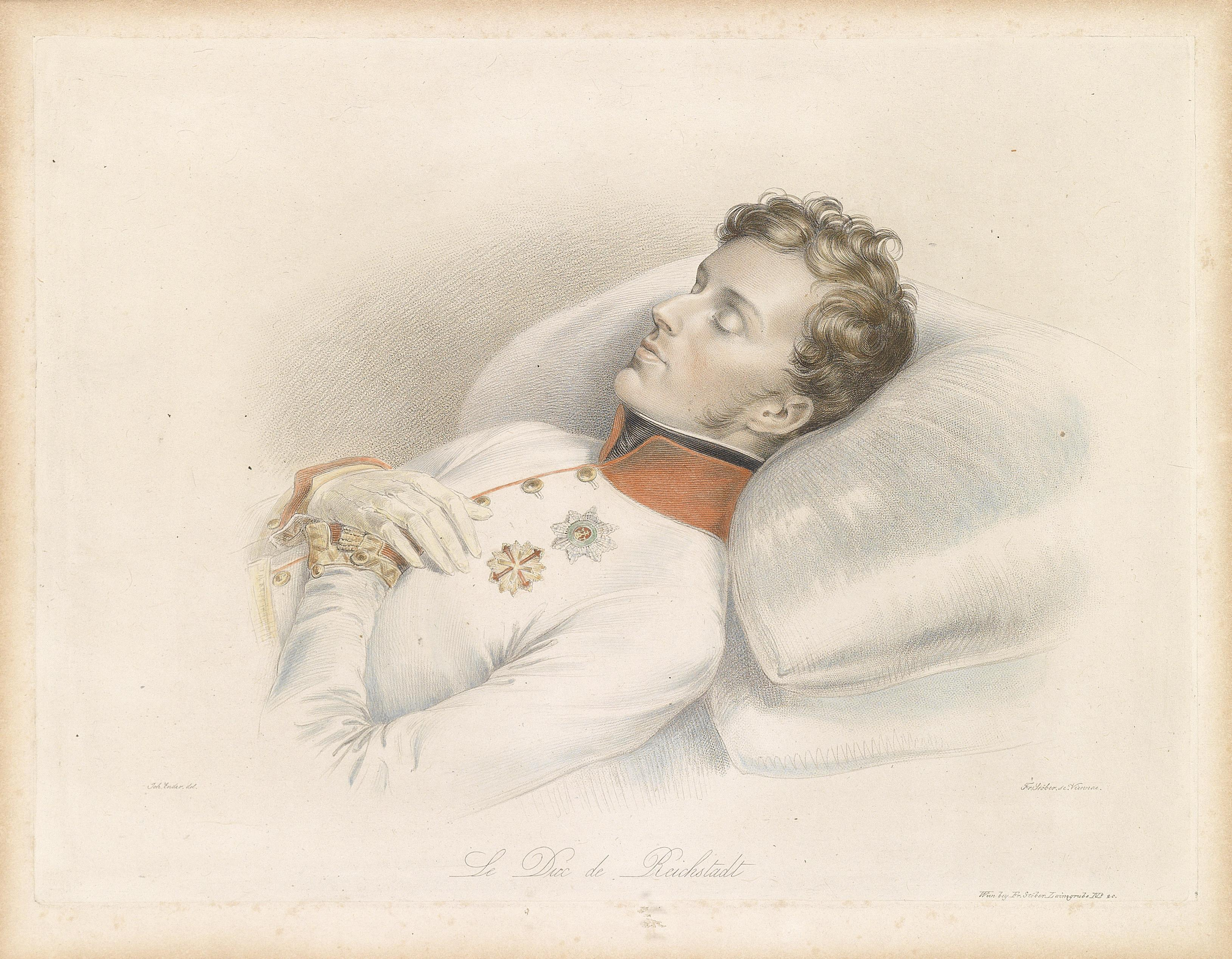
Il Duca di Reichstadt sul suo letto di morte in un disegno di Franz Xaver Stöber

Nel 1832 il giovane Napoleone si ammalò di polmonite e fu convalescente per diversi mesi.
A poco più di un anno dalla morte di un altro dei Bonaparte, quel Napoleone Luigi Bonaparte che era stato per pochi giorni Re d'Olanda, scomparso a Forlì durante i moti del 1831, il giovane Napoleone II morì di tisi il 22 luglio 1832, presso il Castello di Schönbrunn a Vienna, senza aver contratto matrimonio e senza aver generato figli.
Fu seppellito a Vienna nella Cripta dei Cappuccini con gli Arciduchi d'Austria.

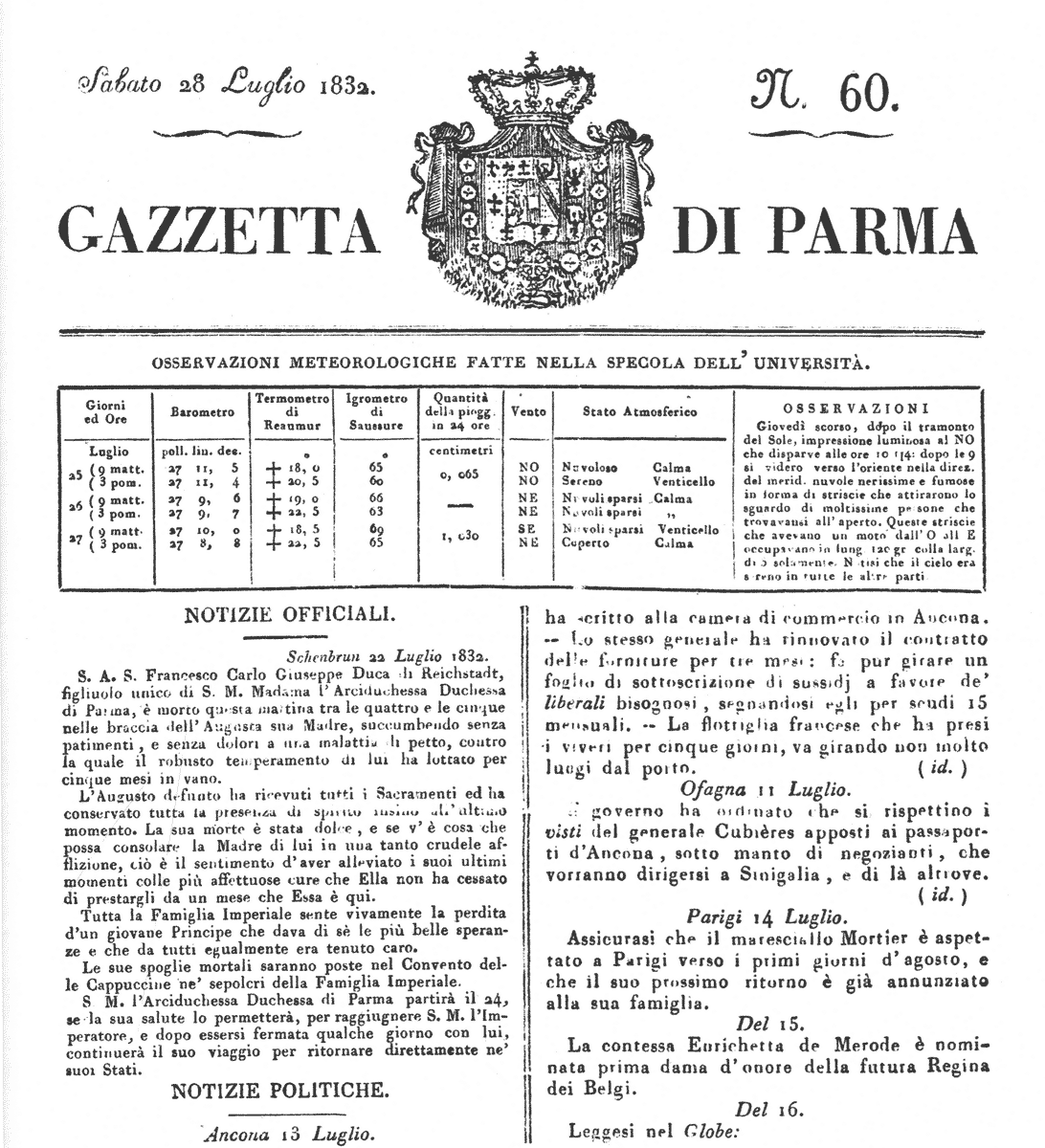
Annuncio della morte del Re di Roma sulla Gazzetta di Parma del 28 luglio 1832

I suoi resti furono trasferiti agli Invalides il 15 dicembre 1940, per disposizione di Adolf Hitler, in una tomba vicina a quella di Napoleone I, recante l'iscrizione Napoléon II Roi de Rome (Napoleone II Re di Roma). La data fu scelta per segnare il centenario del trasferimento agli Invalides delle spoglie di Napoleone, avvenuto appunto il 15 dicembre 1840.
Se gran parte dei suoi resti vennero quindi trasferiti a Parigi, il suo cuore e i suoi intestini rimasero a Vienna, come tradizione dei membri della famiglia imperiale degli Asburgo. Essi si trovano infatti nell'urna 42 della Herzgruft, mentre le sue viscere si trovano nell'urna 76 della Cripta Ducale.

## La leggenda

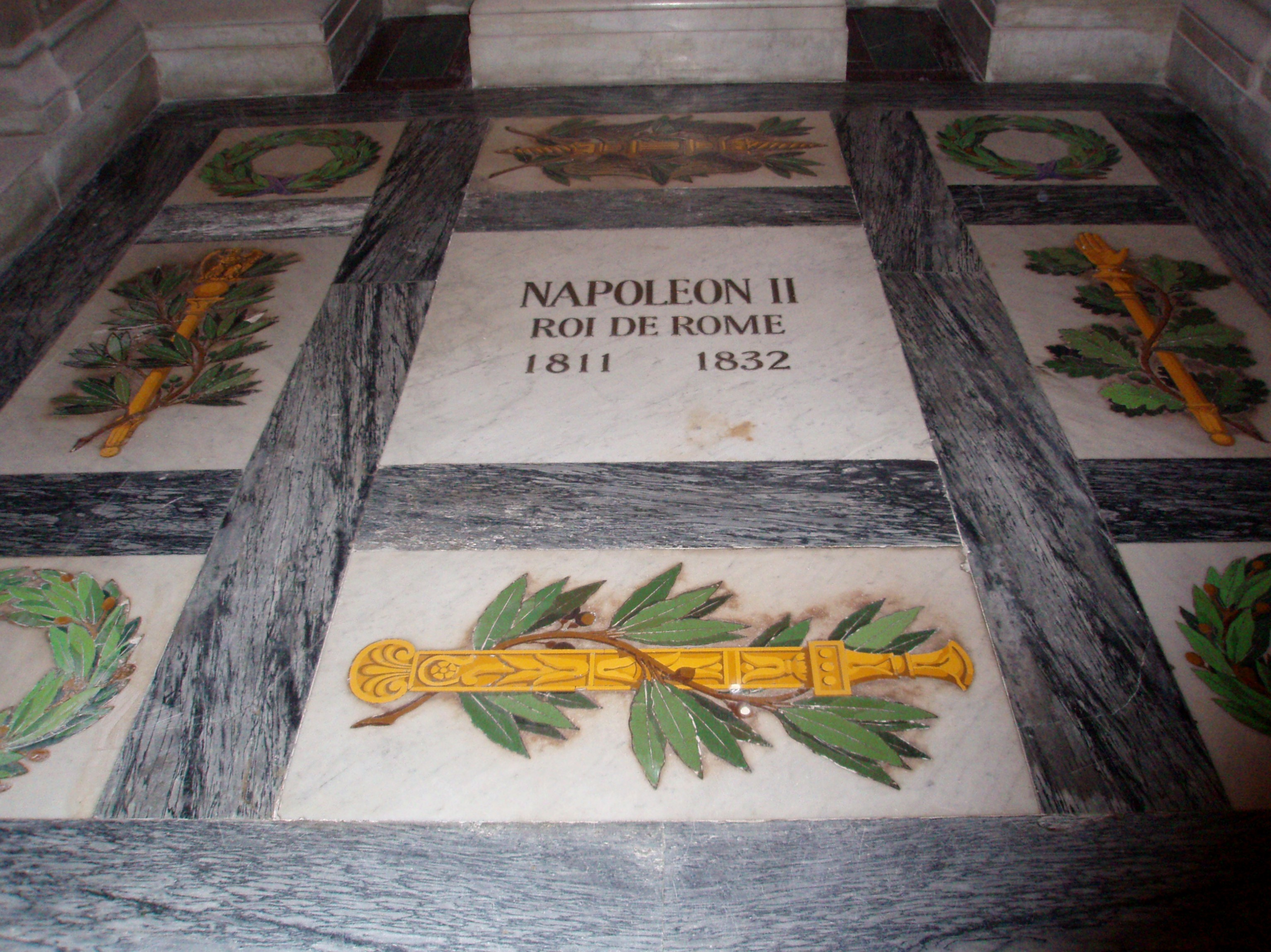
Tomba di Napoleone II
Les Invalides, Parigi

L'appellativo l'Aiglon (l'aquilotto) derivò al giovane Bonaparte dal poema di Victor Hugo del 1852 intitolato Napoléon le Petit ("il piccolo Napoleone", riferito invece al cugino Napoleone III), tutto all'interno della mistica napoleonica.
Il ragazzo fu oggetto di una certa popolarità tra i nostalgici di suo padre, e la sua morte in Austria lo rese leggendario. Un esempio di questa immagine fu il lavoro teatrale L'Aiglon di Edmond Rostand, che descrive un duca di Reichstadt alla ricerca della figura paterna, con gran disperazione della famiglia materna e degli ufficiali austriaci che lo hanno in custodia educativa.
Sotto il Secondo Impero furono intitolati alla sua memoria ben due nuovi spazi pubblici: l’avenue du Roi de Rome (che divenne avenue Kléber nel 1879), e la place du Roi de Rome, divenuta nel 1877 la place du Trocadéro.

## Ascendenza
|                                  |                       |                                          | Genitori                   |  |  | Nonni |  |  | Bisnonni                  |  |  | Trisnonni                    |  |
|                                  |                       |                                          |                            |  |  |       |  |  | Giuseppe Maria Buonaparte |  |  | Sebastiano Nicola Buonaparte |  |
|                                  |                       |                                          |                            |  |  |       |  |  | Giuseppe Maria Buonaparte |  |  | Sebastiano Nicola Buonaparte |  |
|                                  |                       | Maria Anna Tusoli di Bocagnano           |                            |  |  |       |  |  | Giuseppe Maria Buonaparte |  |  |                              |  |
| Carlo Maria Buonaparte           |                       |                                          |                            |  |  |       |  |  | Giuseppe Maria Buonaparte |  |  |                              |  |
|                                  |                       | Maria Saveria Paravicini                 | Giuseppe Maria Paravicini  |  |  |       |  |  |                           |  |  |                              |  |
|                                  |                       | Maria Saveria Paravicini                 | Giuseppe Maria Paravicini  |  |  |       |  |  |                           |  |  |                              |  |
|                                  |                       | Maria Saveria Paravicini                 | Maria Angela Salineri      |  |  |       |  |  |                           |  |  |                              |  |
| Napoleone I di Francia           |                       | Maria Saveria Paravicini                 |                            |  |  |       |  |  |                           |  |  |                              |  |
|                                  |                       | Giovanni Geronimo Ramolino               | Giovanni Agostino Ramolino |  |  |       |  |  |                           |  |  |                              |  |
|                                  |                       | Giovanni Geronimo Ramolino               | Giovanni Agostino Ramolino |  |  |       |  |  |                           |  |  |                              |  |
|                                  |                       | Giovanni Geronimo Ramolino               | Angela Maria Peri          |  |  |       |  |  |                           |  |  |                              |  |
| Maria Letizia Ramolino           |                       | Giovanni Geronimo Ramolino               |                            |  |  |       |  |  |                           |  |  |                              |  |
|                                  |                       | Angela Maria Pietrasanta                 | Giuseppe Maria Pietrasanta |  |  |       |  |  |                           |  |  |                              |  |
|                                  |                       | Angela Maria Pietrasanta                 | Giuseppe Maria Pietrasanta |  |  |       |  |  |                           |  |  |                              |  |
|                                  |                       | Angela Maria Pietrasanta                 | Maria Giuseppa Malerba     |  |  |       |  |  |                           |  |  |                              |  |
| Napoleone II di Francia          |                       | Angela Maria Pietrasanta                 |                            |  |  |       |  |  |                           |  |  |                              |  |
|                                  | Leopoldo II d'Austria | Francesco I di Lorena                    |                            |  |  |       |  |  |                           |  |  |                              |  |
|                                  | Leopoldo II d'Austria | Francesco I di Lorena                    |                            |  |  |       |  |  |                           |  |  |                              |  |
|                                  | Leopoldo II d'Austria | Maria Teresa d'Austria                   |                            |  |  |       |  |  |                           |  |  |                              |  |
| Francesco I d'Austria            | Leopoldo II d'Austria |                                          |                            |  |  |       |  |  |                           |  |  |                              |  |
|                                  |                       | Maria Luisa di Spagna                    | Carlo III di Spagna        |  |  |       |  |  |                           |  |  |                              |  |
|                                  |                       | Maria Luisa di Spagna                    | Carlo III di Spagna        |  |  |       |  |  |                           |  |  |                              |  |
|                                  |                       | Maria Luisa di Spagna                    | Maria Amalia di Sassonia   |  |  |       |  |  |                           |  |  |                              |  |
| Maria Luisa d'Austria            |                       | Maria Luisa di Spagna                    |                            |  |  |       |  |  |                           |  |  |                              |  |
|                                  |                       | Ferdinando IV di Napoli e III di Sicilia | Carlo III di Spagna        |  |  |       |  |  |                           |  |  |                              |  |
|                                  |                       | Ferdinando IV di Napoli e III di Sicilia | Carlo III di Spagna        |  |  |       |  |  |                           |  |  |                              |  |
|                                  |                       | Ferdinando IV di Napoli e III di Sicilia | Maria Amalia di Sassonia   |  |  |       |  |  |                           |  |  |                              |  |
| Maria Teresa di Napoli e Sicilia |                       | Ferdinando IV di Napoli e III di Sicilia |                            |  |  |       |  |  |                           |  |  |                              |  |
|                                  |                       | Maria Carolina d'Austria                 | Francesco I di Lorena      |  |  |       |  |  |                           |  |  |                              |  |
|                                  |                       | Maria Carolina d'Austria                 | Francesco I di Lorena      |  |  |       |  |  |                           |  |  |                              |  |
|                                  |                       | Maria Carolina d'Austria                 | Maria Teresa d'Austria     |  |  |       |  |  |                           |  |  |                              |  |
|                                  |                       | Maria Carolina d'Austria                 |                            |  |  |       |  |  |                           |  |  |                              |  |